# ゾーブ

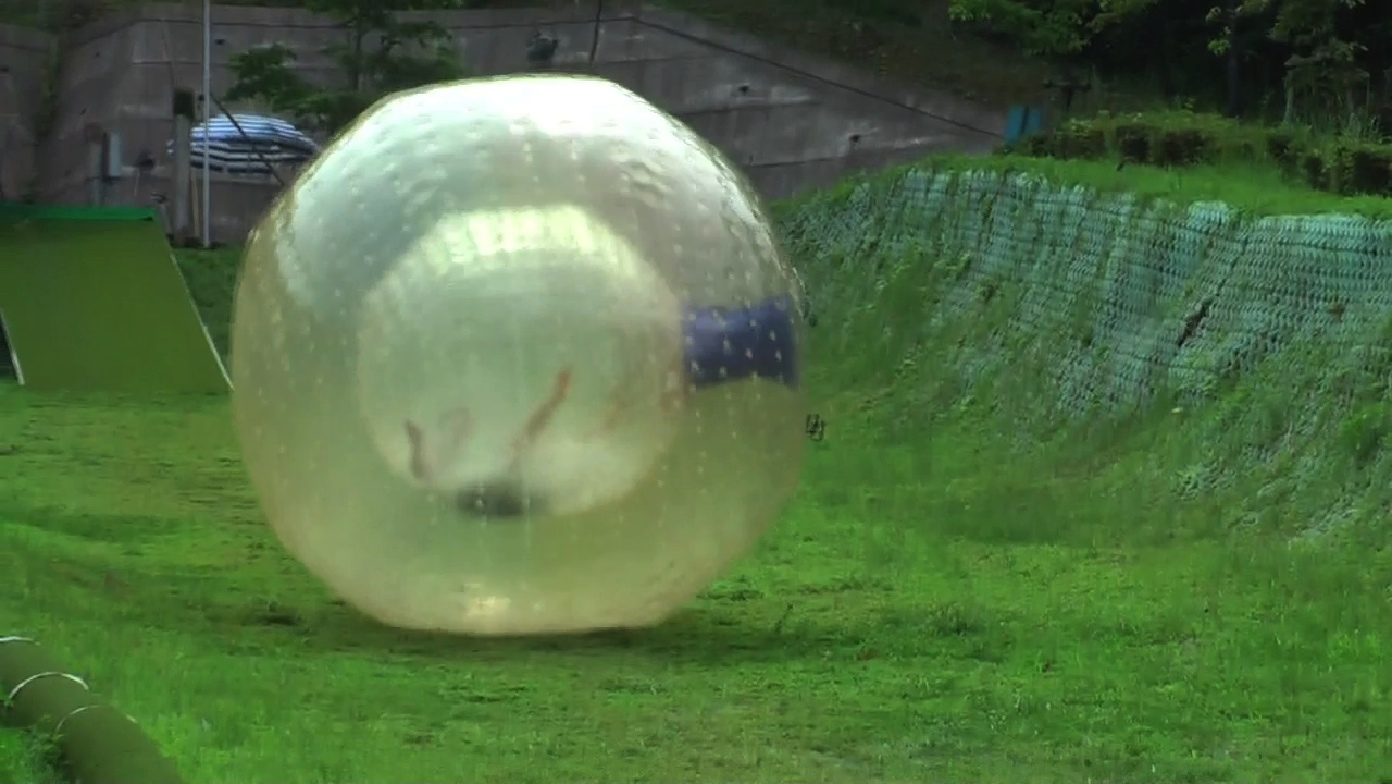
四国のゾーブ

ゾーブ（Zorb）とは、ニュージーランドの企業ゾーブリミテッド社が開発したニューアトラクション商品の一つで、人間が巨大な中空、透明のボールの中に入り、斜面を転がり落ちて楽しむものである。ゾーブリミテッド社の登録商標である。このアトラクションを行う行為をゾービングという。

## 概要
ゾーブの素材はPVC製またはTPU製。
外側の直径は3.0m・内側の直径は1.8m。外側と内側の間には70cmの空気の層があり、衝撃を吸収する。ゾーブ自体の重さは約40kgである。
ゾーブの種類は
- ハイドロゾーブ…ゾーブの中に水を入れて、水着を着用して中に入るタイプ。
- ハーネスゾーブ…体にハーネスを装着して中に入るタイプ。
- シリンダーゾーブ…球形ではなく円柱形のゾーブ。

などがあり、他に雪上コースを転がるスノーゾーブがある。

日本国内で体験できるのは4箇所。
- サンタプレゼントパーク（北海道旭川市）
- 小岩井農場（岩手県滝沢市/雫石町）※ただしこちらは「アルマジロボール」という名称で提供されている。
- ネスタリゾート神戸（兵庫県三木市）※ただしこちらは「キャニオンドロップ」という名称で提供されている。
- 芦北海浜総合公園（熊本県芦北町）

イカワXパーク（徳島県）と城島高原パーク（大分県）は廃止された。

## 事故
2013年1月3日ごろ、ロシア南部のカラチャイ・チェルケス共和国にあるスキー場にて、ゾーブ体験中にコースを逸れ谷底まで転落し、乗員2名の内男性1人が死亡し1人が重傷を負う事故が発生した。
これに対しゾーブリミテッド社は、「弊社とは関係のない違法営業で、100%防げた事故である」と声明を発表している。